# Zeven Valleien
De Zeven Valleien (Perzisch: هفت وادی Haft-Vádí) is een boek geschreven in het Perzisch na maart 1856, waarschijnlijk rond 1857-1858, door Bahá'u'lláh, de grondlegger van het bahá'í-geloof.
De Vier Valleien (Perzisch: چهار وادی Chahár Vádí) werd ook geschreven door Bahá'u'lláh. De twee teksten worden in veel talen samen gepubliceerd, maar zijn duidelijk verschillend en hebben geen directe relatie.